# Tiroler Oberland

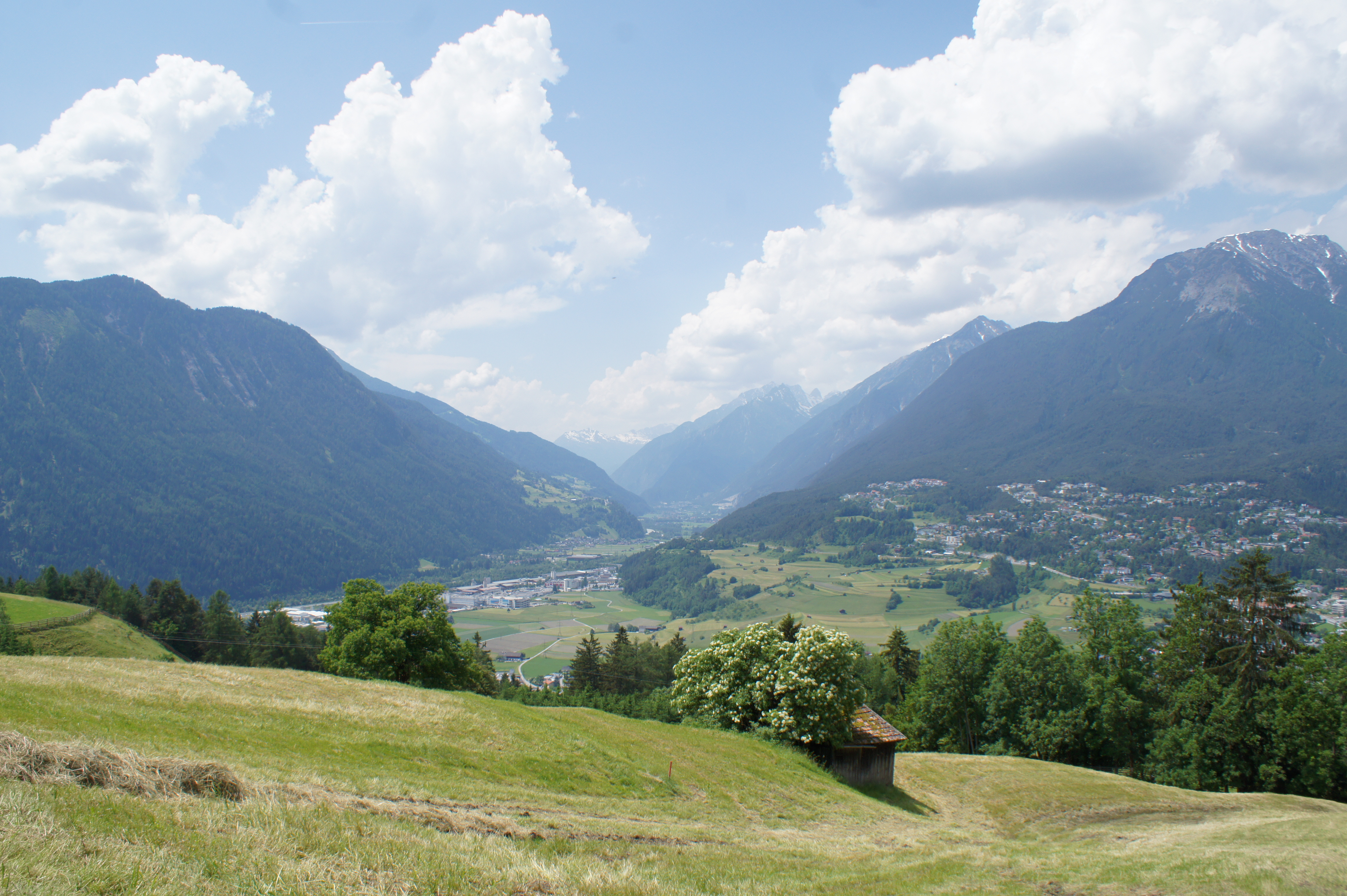
Tiroler Oberland bei Imst

Als das Tiroler Oberland (auch Nordtiroler Oberland oder Oberinntal) wird der Westteil im Landesteil Nordtirol des österreichischen Bundeslandes Tirol bezeichnet. Neben dem Oberland gibt es auch das Tiroler Unterland, welches nordöstlich von Innsbruck liegt. Innsbruck selbst rechnet man dem Unterinntal zu, manchmal wird es separat genannt. Die Gegend um Innsbruck wird gelegentlich als mittleres Inntal bezeichnet.

## Zu Begriff und Abgrenzung
Das Oberland umfasst in Nordtirol das Gebiet westlich von der Melach, ausgenommen das Außerfern im Nordwesten, also das Oberinntal und alle seine Seitentäler.
In manchen Fällen wird das Außerfern auch zum Oberland gezählt, obwohl es sich hier um ein vom Tiroler Oberland stark isoliertes Gebiet handelt. Die Gründe hierfür sind meist verwaltungstechnischer Art, weil das Außerfern eine eher geringe Bevölkerungszahl aufweist.
Städte im Oberland sind Imst und Landeck, bevölkerungsmäßig größte Gemeinde ist jedoch Telfs.

## NUTS-Gliederung: AT334

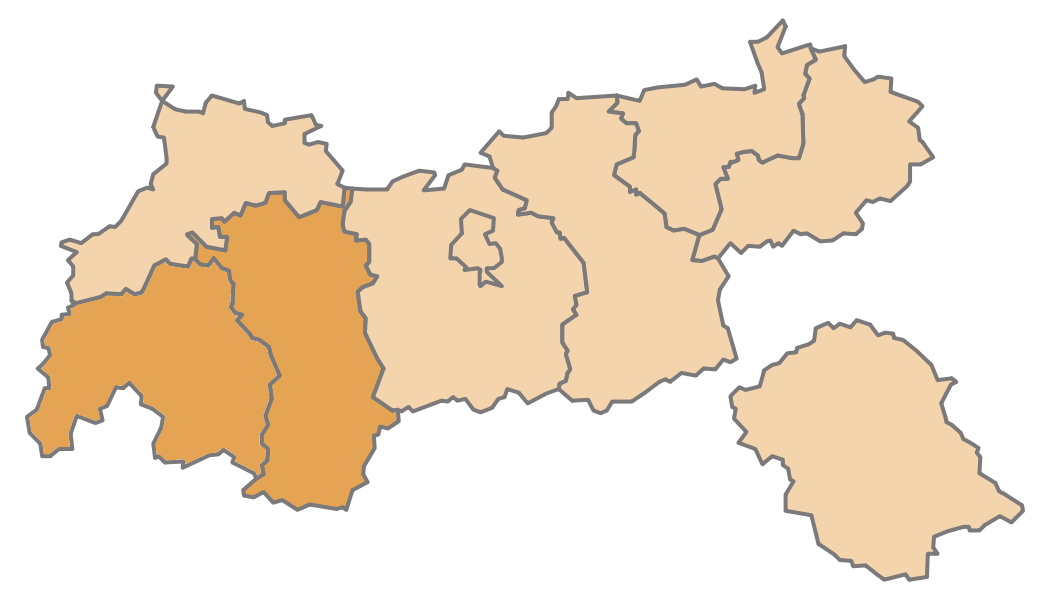
NUTS-Region AT334 in Tirol

In der für die amtliche Statistik der EU geführte NUTS-Gliederung ist Tiroler Oberland eine der fünf Gruppen von Bezirken (Ebene NUTS:AT-3) in Tirol, trägt den Code AT334 und umfasst die beiden politischen Bezirke:
- Bezirk Imst
- Bezirk Landeck

Der Bezirk Innsbruck-Land, den man traditionell teilweise zum Ober- bzw. zum Unterland zählt, fällt in AT332 Innsbruck.

## Kultur und Sprache
Im Tiroler Oberland werden hauptsächlich südbairische Dialekte gesprochen, wobei sich von Imst Westwärts ein alemannischer Akzent immer stärker bemerkbar macht.
Den Dialekt im Walserdorf Galtür im Paznaun und in St. Anton am Arlberg im Stanzertal kann man schon zum Alemannischen Dialektkontinuum zählen. Erkennbar ist das auch auf den Land- und Wanderkarten: Westlich von Imst heißen die Almen – wie auch in der Schweiz – "Alpen".
Zudem weisen einige Dialekte im Außerfern zu den Oberländer Dialekten große Ähnlichkeiten auf, was sogar in Tirol zu Verwechslungen führen kann.